# Lijst van eigenaren van Havezate Schuilenburg
De Havezate Schuilenburg is in de loop der eeuwen in handen geweest van een aantal families.
De volgende namen worden als eigenaar/bewoner genoemd:
| nr. | van  | tot  | eigenaar door                       | Naam | Bijzonderheden |
| --- | ---- | ---- | ----------------------------------- | --- | --- |
| 1.  |      | 1339 | verkoop                             | Johan van der Molen | Hij verkoopt het huis Ter Molen in 1339 aan Johan van Almelo. |
| 2.  | 1339 |      | koop                                | Johan van Almelo | heer van Hulsen Hij trouwde met Gostuwe van Gerner en kocht in 1339 het Huis Ter Molen. |
| 3.  |      |      | zoon                                | Albert van Almelo | heer van Hulsen en Ter Molen |
| 4.  |      |      | dochter                             | Hadewijch van Almelo (- na 1406)                                                                                        | vrouwe van Hulsen Zij trouwde met Zweder Symensz van Sculeborch. Hij was een kleinzoon van Evert van Sculenborch en Frederica van Bevervoorde |
| 5.  | 1412 | 1449 | zoon                                | Symon van de Schulenburg (-1449)                                                                                        | Hij trouwde met Eufemia Stelling |
| 6.  | 1449 | 1492 | zoon                                | Dirck van der Schulenburg (-11 juni 1492)                                                                               | heer van Marle en kastelein van Lage en ridder. Hij trouwde in 1443 met Henrica van Kuinre |
| 7.  | 1492 | 1504 | zoon                                | Hendrik van der Schulenburg (1471-1504)                                                                                 | kanunnik van de Dom te Munster en kanunnik van de kerk te Deventer |
| 8.  | 1504 | 1532 | zuster                              | Hadewijch von der Schulenborch (ca. 1473-1532)                                                                          | vrijvrouwe van Meulen (ter Möllen) Zij trouwde met Sweder van den Boetzelaer ridder (1440 - 5 juli 1505). Hij was een zoon van Rutger van den Boetzelaer (1400-1460) en Elburga van Langerack (1410-1483) |
| 9.  | 1532 | 1546 | zoon                                | Dirck van den Boetzelaer (1485 - Apeldoorn, 1546)                                                                       | Hij trouwde (2) met Adelheid van Harff vrouwe van Oudegein. Zij was een dochter van Godhard van Harff en Anna van Renesse van Rhijnauwen |
| 10. | 1541 | 1575 | zoon                                | Johan van de Boetzelaer (1520-1575)                                                                                     | Woont in 1541 op de havezate In 1550 vermeld als heer van Ter Molen te Hellendoorn en in 1560 ook als heer van Oudegein Hij trouwde met Johanna van Rossum (1525 - Assen, 21 oktober 1576). Zij was een dochter van Johan IV van Rossum heer van Rossem, Wayestein, Cannenburg en Meynerswijk (1485-1568) en Odilia Stevensdr. van Zuijlen vrouwe van Nijevelt en Broekhuizen (1503-1545) |
| 11. | 1575 | 1595 | dochter                             | Theodora van den Boetzelaer (1550-1595)                                                                                 | vrouwe van Meulen Zij trouwde in 1564 met Willem Kettler van Nieuw-Assen (ca. 1545 - na 1585). Hij was een zoon van Goswin II Kettler van Neu-Assen (ca. 1521-1557) en Cornelia van Rennenberg (1520-1573) |
| 12. | 1595 | 1628 | dochter                             | Odilia Kettler (1560-1629)                                                                                              | vrouwe van Schuilenburg Zij is in 1598 getrouwd (2) met Conrad Kettler van Oud Assen (1555-1625) heer tot Oud Assen. Hij was een zoon van Herman heer tot Oud Assen en Sythen (ca. 1533-) en Aleid van Diepenbroeck |
| 13. | 1628 | 1629 | neef                                | Johan Sigismund van Ketteler (-1629)                                                                                    | heer tot Montjoie en Oyen Hij verkrijgt de havezate Schuilenburg (tezamen met zijn zoon Frederik Willem Kettler) voor verleende diensten |
| 14. | 1629 | 1644 | zoon                                | Frederik Willem van Ketteler tot Oyen                                                                                   | Hij verkoopt de havezate in 1644. Hij was een zoon van Johan Sigismund Kettler (1570-1629). |
| 15. | 1644 | 1648 | koop                                | Johan II van Raesfelt (ovl. 28 februari 1648)                                                                           | heer van Twickel, drost van Vollenhove Hij was een zoon van Johan I van Raesfelt heer van Twickel (ovl. 1604) en Lucia van Heiden (ovl. 1619). Hij trouwde op 12 oktober 1622 met Agnes van Munster (ovl. 1635). Zij was een dochter van Hendrik van Munster heer van Ruinen (1565-1635) en Sophia van Aldenbokum.                                                                        |
| 16. | 1648 | 1677 | zoon                                | Wennemer van Raesfelt (ca. 1632-1677)                                                                                   | heer van Schulenburg |
| 17. | 1677 | 1678 | broer                               | Hendrik van Raesfelt (1630-1678)                                                                                        | heer van de Eese en na 1677 ook heer van Schulenburg Hij trouwde in 1655 met Elisabeth Margaretha van Eyll (1635-1705) erfdochter van Heideck, Gastendonck en Olmont. Zij was een dochter van Degenhard van Eyll (1610-1658) heer van Heydeck, Gastendonck en Olmont en Magdalena Sophia van Bernsau-Bellinghoven (1610-1640).                                                            |
| 18. | 1678 | 1682 | zoon                                | Johan Degenhart van Raesfelt (ca. 1656-1682)                                                                            | heer van Schulenburg en de Eese |
| 19. | 1682 | 1705 | zuster                              | Agnes Sophia v. Raesfelt (Huize Heydeck, Kamp-Lintfort, 1 november 1663 - Dalfsen, 18 december 1705)                    | vrouwe van Schulenburg en de Eese Zij trouwde met Johan Zeger van Rechteren heer van Rechteren (Zwolle, 9 april 1654 – Kasteel Rechteren, 13 maart 1701). Hij was een zoon van Joachim Adolf heer van Rechteren, Almelo en Vriezenveen (1627-1686) en Margaretha van Haersolte vrouwe van Westervelt en Haerst (1628-1682)                                                                |
| 20. | 1705 | 1719 | zoon                                | Joachim Henrick Adolf van Rechteren (Huize Schulenborg, 28 december 1687 - Markt Einersheim, 5 maart 1719)              | heer van Rechteren, Schulenburg en de Eese Hij trouwde met Amalia Alexandrine Frederike gravin van Limpurg Speckfeld. Zij was een dochter van Georg Everhard, graaf van Limpurg-Speckfeld en Schenk (1643-1705) en Johanna Polyxena van Leiningen-Dagsburg-Falkenburg (1656-1711). |
| 21. | 1719 | 1754 | zoon                                | Jan Evert Adolf van Rechteren-Limpurg (Kasteel Rechteren, Dalfsen, 1 november 1714 - Dalfsen, 8 maart 1754)             | heer van Rechteren, Schulenberg en de Eese Hij trouwde (1) met Josina Elisabeth van Rechteren Mennigeshave. Hij trouwde (2) met Sophia Carolina Florentina des H.R. Rijksgravin van Rechteren, vrouwe van Almelo en Vrienzenveen (kleindochter van Adolph Hendrik van Rechteren van Appeltern)                                                                                            |
| 22. | 1754 | 1775 | zoon                                | Joachim Adolf van Rechteren-Limpurg (1747 - 23 juli 1775)                                                               | |
| 23. | 1775 | 1814 | broer                               | Frederik Lodewijk Christiaan van Rechteren-Limpurg (29 februari 1748 – 20 september 1814)                               | heer van Rechteren, Schulenborg, de Ese, Almelo en Vriezenveen Hij trouwde (1) met Wilhelmina Caroline Dorothea des H.R. Rijksgravin van Heiden-Hompesch (1758-1789). Hij trouwde (2) met Elisabeth Reiniera Johanna barones van Heeckeren, vrouwe van Oolde (Zwolle, 29 april 1774 - Zwolle, 4 april 1834).                                                                              |
| 24. | 1814 | 1851 | zoon                                | Adolf Frederik Lodewijk graaf van Rechteren Limpurg (Arnhem, 13 oktober 1793 - Den Haag, 31 maart 1851)                 | graaf van Rechteren-Limpurg en heer van Schulenborg, de Ese, Almelo, Vriezenveen, Verborg en Oolde Hij trouwde op 4 april 1824 in Leiden met Jkvr. Elisabeth Wilhelmina Elisabeth van Massow (Rembang, 4 oktober 1793 - Almelo, 18 december 1882) |
| 25. | 1851 | 1853 | broer                               | Willem Reinhard Adolf Karel van Rechteren (Kasteel Rechteren, 12 oktober 1798 - Utrecht, 17 mei 1865)                   | graaf van Rechteren-Limpurg en heer van Schuilenburg en de Eese Hij erft van zijn broer Schulenburg en de Eese Hij trouwde te Darmstadt op 27 december 1823 met Sophie vrijvrouwe van Günderrode (Darmstadt. 19 juni 1803 - Kampen, 21 oktober 1876). |
| 26. | 1853 | 1867 | koop                                | Thomas Wilson (Clayton, 1788 – Londen, 1867)                                                                            | Hij was voor de omwenteling in België eigenaar van een blekerij te Ukkel-Stalle bij Brussel en in 1833 directeur van een blekerij te Haarlem en daarnaast een vriend van Willem I koning der Nederlanden. Thomas trouwde in 1811 te Brussel met Elizabeth Gunnu (1789 - Brussel, 1848).                                                                                                   |
| 27. | 1867 | 1883 | zoon                                | John Waterloo Wilson (Brussel, 16 mei 1815 - 1883)                                                                      | Hij volgde zijn vader in 1853 als directeur van de blekerij op. John W. was getrouwd met Wilhelmina Christina van Valkenburg, de enige dochter van de oud-burgemeester van Haarlem. Zijn zoon Thomas Wilson (1840-1890) plaatste een gevelsteen in 1854 in het nieuw gebouwde huis (op de aanhorige gronden) op het erf Goos. In 1883 verkocht Thomas Jr. de havezate.                    |
| 28. | 1883 | 1909 | koop                                | Sjoerd Anne Vening Meinesz (1833-1909)                                                                                  | Hij was van 1881 tot 1891 burgemeester van Rotterdam en van 1891 tot 1901 burgemeester van Amsterdam. Hij trouwde met Jkvr. Cornelia Anna Clasina den Tex (1852-1928). Zij was de dochter van Jkhr. Mr. Cornelis den Tex (1824-1882) burgemeester van Amsterdam. |
| 29. | 1909 | 1928 | onverdeeld bezit van de 4 kinderen. | Sjoerd Hendrik Vening Meinesz Cornelia Jacoba .Vening Meinesz Cornelis Anne Vening Meinesz Felix Andries Vening Meinesz | beheerd door Jkvr. Cornelia Anna Clasina den Tex (1852-1928) |